# Анастасиос Полизоидис
Анастасиос Полизоидис (на гръцки: Αναστάσιος Πολυζωίδης) е гръцки революционер и политик.

## Биография
Полизоидис е роден през 1802 г. в Мелник, тогава в Османската империя. Син е на дарителя Христос Полизоидис и племенник на мелнишкия митрополит Леонтиос Полизоидис (1769 - 1796). Учи в родния си град, а от 1818 г. изучава право, история и социални науки във Виена, Гьотинген и Берлин.
При избухването на Гръцката война за независимост прекъсва обучението си и заминава за Гърция през Триест и се озовава в Месолонги. Там работи с Александрос Маврокордатос и заема различни държавни постове.
Взима участие в Националното събрание в Епидавър в края на 1821 – началото на 1822 г., като е основен автор на конституцията на страната и на изявлението от 15 януари 1822 г., с което се заявява пред европейските страни, че въстанието е национално, а не социално. През 1823 г. оглавява делегация в Лондон за сключване на заем за подпомагане на обсадените в Месолонги по време на Първата обсада. След завръщането си участва в последните етапи на обсадата и изтеглянето от града.
През 1827 г. е избран за делегат в събранието в Тризина, а през октомври същата година заминава за Париж, за да завърши обучението си.
След завръщането си от Париж Полизоидис е в опозиция на авторитарното управление на Йоанис Каподистрияс и издава на Хидра вестник „Аполон“, който е забранен. През 1832 г. Баварският режим го назначава в съда, който съди Теодорос Колокотронис, Кицос Тзавелас и Димитрис Плапутас. Полизоидис отказва да подпише смъртната им присъда за държавна измяна и самият е вкаран в затвора.
След навършването на пълнолетие от крал Отон Полизоидис е реабилитиран и става заместник-председател на Върховния съд. През 1837 г. става министър на образованието и вътрешните работи. Като министър Полизоидис е в основата на основаването на Атинския университет и за установяването на свобода на словото в Гърция.
След абдикацията на крал Отон през 1862 г. става префект на Атикобеотия, а по-късно се оттегля от обществена дейност.
Умира в Атина през 1873 г.
Името му носи улица във Валовища (Сидирокастро).